# Esports adaptats

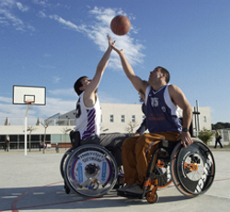
Basquetbol

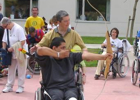
Tir amb arc

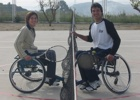
Tennis

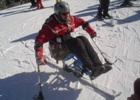
Esquí

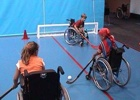
Hoquei

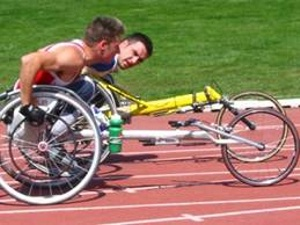
Atletisme

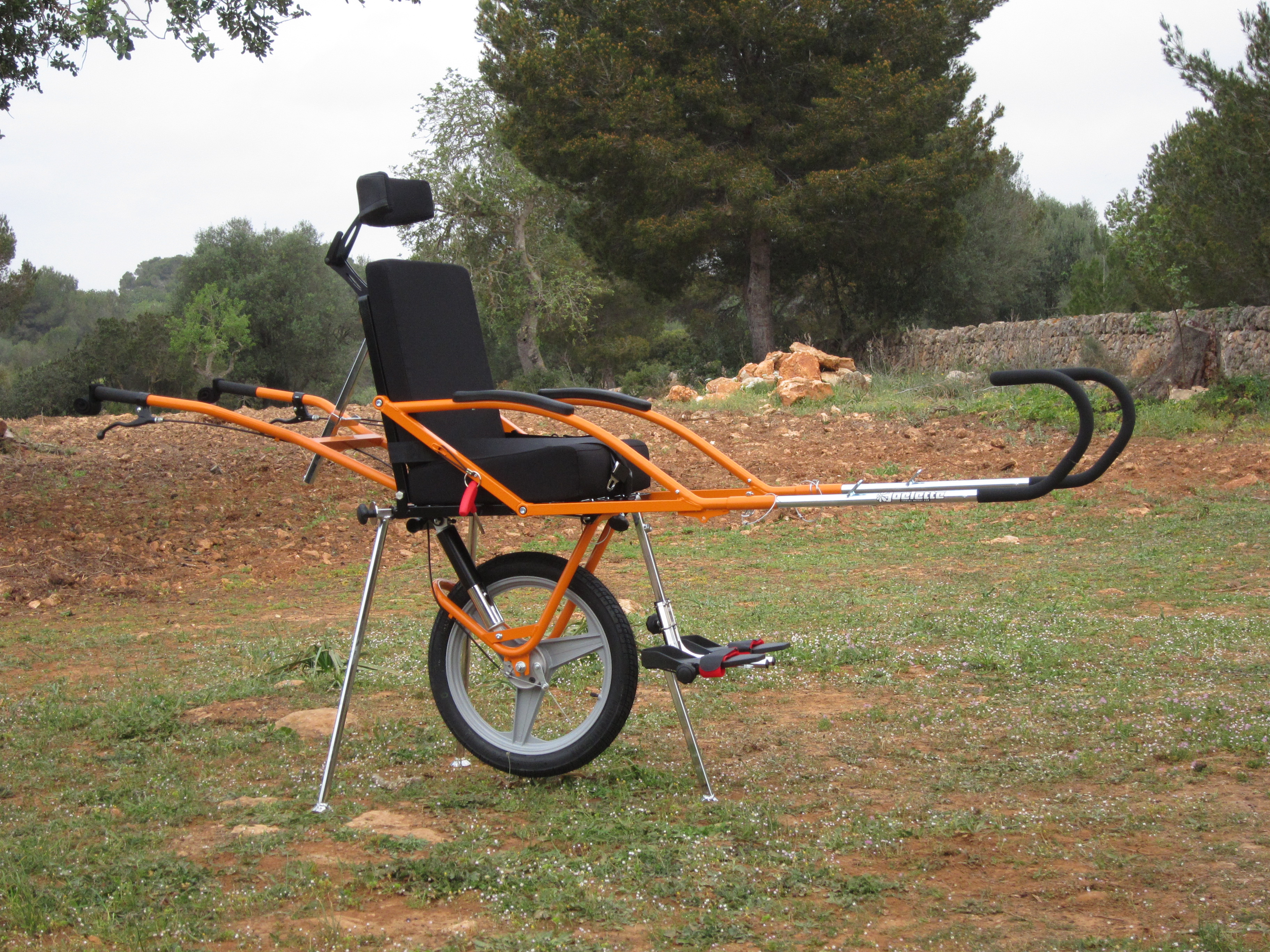
Joëlette, senderisme

Els esports adaptats són aquells que han estat creats o modificats perquè hi puguin participar les persones amb alguna discapacitat física, sensorial o intel·lectual.
Des de l'any 1960 aquests esports competeixen en un mateix esdeveniment a escala mundial organitzat pel Comitè Olímpic Internacional -els Jocs Paralímpics- seguint l'esperit dels Jocs Olímpics tradicionals.

## Esports
Els principals esports són: 
- activitats subaquàtiques
- atletisme
- bàsquet amb cadira de rodes
- ciclisme
- esgrima amb cadira de rodes
- esquí
- halterofília
- boccia
- hoquei
- natació
- senderisme
- tennis
- tennis taula
- tir amb arc
- tir olímpic
- vela adaptada

## Història de l'esport adaptat
Tal com diu el llibre "Historia del deporte adaptado" «l'esport adaptat, va iniciar esporàdicament els seus balbotejos entre els minusvàlids a partir del final de la Primera Guerra Mundial.»
L'origen de l'esport adaptat neix amb la rehabilitació de les persones ferides de guerra. A poc a poc, perquè es motivessin més, es van passar a l'esport terapèutic. D'aquest, al recreatiu i seguidament, al competitiu. En aquest moment es va començar a practicar l'esport adaptat com un espectacle.
El 1888 va aparèixer el primer club per a minusvàlids a Berlín, els esportistes eren sords. A Gran Bretanya, Estats Units i Alemanya, després de la Primera Guerra Mundial, es va iniciar l'esport per a minusvàlids, per a cecs o amputats de guerra organitzant-se en petits grups. Aquest esport era practicat per superar els traumes psicològics creats durant l'allotjament a l'hospital. Amb això, van aconseguir que els minusvàlids es reincorporessin a la vida social.
Després de la Segona Guerra Mundial, apareixen els esports amb cadira de rodes, per a la majoria de mutilats i minusvàlids. Això, va provocar la fundació de centres per integrar a aquestes persones a la vida, algunes van prendre l'esport com a rehabilitació.
El 1944, va ser fundat el primer centre per a persones amb lesions medul·lars, per Sir Ludwig Guttmann, a
l'hospital de Stoke Mandaville (Gran Bretanya). El primer esport va ser el Pol en cadira de rodes, passant després al Bàsquet, Esgrima, Atletisme…
Una mica més tard, el 1960 es va crear la Primera Olimpíada de Discapacitats a Roma, on van participar 23 països que van anar un total de 400 atletes en cadira de rodes. Aquest mateix any es va fundar la I.S.O.D (International Sport Organitation for Disabled), assentant les bases de discapacitats físics, psíquics i sensorials.
Es van celebrar diferents mundials i
Espanya es va trobar amb el repte de 1992 a Barcelona. Es va crear l'I.P.C (International Paralimpic Comille), tot
l'esforç va servir per a alguna cosa, són considerats els millors Jocs
Paralímpics celebrats fins al dia d'avui.

## Història a Catalunya
A finals dels anys 60 del segle XX el director d'esports de les Llars Mundet de Barcelona, Joan Palau Francàs, va fomentar la pràctica de l'esport entre els discapacitats del centre, seguint la filosofia del Doctor Ludwig Guttmann.
Posteriorment Ramon Sales Vázquez va introduir el bàsquet amb cadira de rodes entre els seus pacients paraplègics i els doctors Emili Isamat i Miquel Sarrias van afegir-hi altres esports com la natació, el tir amb arc, el tennis o la boccia.
L'any 1969 es fundà la Federació Catalana d'Esports de Discapacitats Físics i en va ser elegit president Joan Palau Francàs.